# Thompson (Connecticut)
Pour les articles homonymes, voir Thompson.
Thompson est une ville américaine située dans le comté de Windham au Connecticut.
Thompson devient une municipalité en 1785. Elle est nommée en l'honneur de Robert Thompson qui y acheta des terres en 1682.

## Démographie
Selon le recensement de 2010, Thompson compte 9 458 habitants. La municipalité s'étend sur 48,66 milles carrés (126,03 km2), dont 1,76 milles carrés (4,56 km2) d'étendues d'eau.
| 1820  | 1840  | 1850  | 1860  | 1870  | 1880  |
| ----- | ----- | ----- | ----- | ----- | ----- |
| 2 928 | 3 535 | 4 638 | 3 259 | 3 804 | 5 051 |

| 1890  | 1900  | 1910  | 1920  | 1930  | 1940  |
| ----- | ----- | ----- | ----- | ----- | ----- |
| 5 580 | 6 442 | 4 804 | 5 055 | 4 999 | 5 577 |

| 1950  | 1960  | 1970  | 1980  | 1990  | 2000  |
| ----- | ----- | ----- | ----- | ----- | ----- |
| 5 585 | 6 217 | 7 580 | 8 141 | 8 668 | 8 878 |

| 2010  | - | - | - | - | - |
| ----- | - | - | - | - | - |
| 9 458 | - | - | - | - | - |